# ニュートン算
ニュートン算（ニュートンざん、英: Newton's problem of cows and fields）は、算数の文章題の一つであり、仕事が一定のペースで減る・増えるが同時に進行する場合の仕事算である。
ニュートン算という名称は、イギリスの自然哲学者アイザック・ニュートンに由来する。ニュートンの著書 “Arithmetica Universalis” では牧草地と牧草を食べる牛の問題としてニュートン算に相当する問題を取り扱っている。
同様の計算を行う文章題としては、元となったニュートンの問題にならい牧草と牛（あるいは他の草食動物）を題材とするほかに、水とポンプ、行列とチケット売り場、駐車場と入場ゲートなどを題材とすることがある。
ニュートン算は基本的に仕事算の応用であるが、旅人算や体積・容積の問題とも関係している。これらは、いったんはばらばらに指導してもよいが、どこかで関連付けて指導することが望ましい。

## 牧草と牛の問題
牛の頭数と牧草が食べ尽されるまでの時間の関係について、牧草の量が増えない場合、牧草を食べる速さはどの牛も同じだと仮定すれば、牛の頭数と牧草が食べ尽されるまでの時間の積は牛の頭数によらず一定である（これは仕事算の最も単純な場合に相当する）。この場合、牧草の量を固定すれば牛の頭数と牧草が食べ尽されるまでの時間は互いに反比例し、一方の数を決めれば他方が求まる。
しかし、ある広さの牧草地があって、時間とともに牧草が増える場合、最初にある牧草の量を固定しても、牛の頭数と牧草が食べ尽されるまでの時間の積は一定にならない。そのため、牛の頭数と牧草が食べ尽されるまでの時間は互いに反比例せず、牛の頭数を決めるだけでは牧草が食べ尽されるまでの時間を求めることはできない（逆もまた然り）。
牧草が増える場合でも、牧草の増える速さが与えられれば牛の頭数と牧草が食べ尽されるまでの時間を決めることができる。しかし、ニュートン算の問題ではこの牧草の増加速度は未知の量として扱われる。そのため、牛と時間と牧草地の広さの間に成り立つ複数の等式を連立して解く必要がある。

## Arithmetica Universalis における問題
アイザック・ニュートンの Arithmetica Universalis における問題は次の通り。

- {\displaystyle a_{1}} 頭の牛は {\displaystyle b_{1}} 個の牧場の牧草を {\displaystyle c_{1}} 日で食べつくす
- {\displaystyle a_{2}} 頭の牛は {\displaystyle b_{2}} 個の牧場の牧草を {\displaystyle c_{2}} 日で食べつくす
- {\displaystyle a_{3}} 頭の牛は {\displaystyle b_{3}} 個の牧場の牧草を {\displaystyle c_{3}} 日で食べつくす

このとき、牛の数 {\displaystyle a_{1},a_{2},a_{3}}, 牧場の数 {\displaystyle b_{1},b_{2},b_{3}}, 日数 {\displaystyle c_{1},c_{2},c_{3}} の間の関係はどうなるか。
ただし、各牧場の牧草の量は等しく、また、それぞれの牧場の牧草の 1 日の成長量は一定で、それぞれの牛が 1 日に食べる量も一定であるものとする。